# Cathrin Störmer

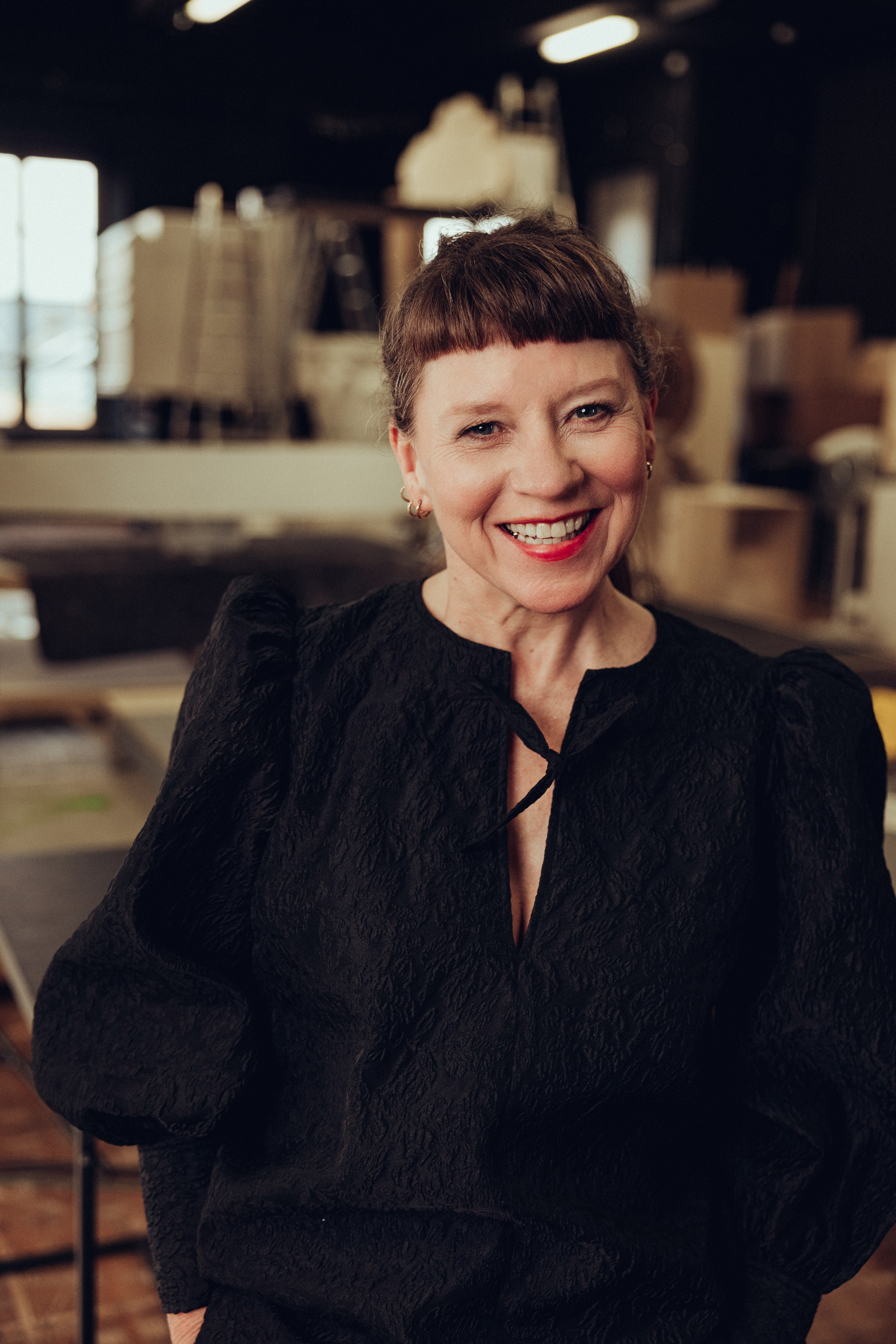
Cathrin Störmer (2023). Foto: Joel Heyd

Cathrin Störmer (* 3. April 1969 in Göttingen) ist eine deutsche Theater- und Filmschauspielerin.

## Leben
Cathrin Störmer absolvierte von 1990 bis 1993 ihre Schauspielausbildung in Berlin. Es folgten unter anderem Gesangs- und Improvisationsworkshops bei Ida Kelarova und Keith Johnstone. Seitdem arbeitete sie an verschiedenen Theatern in Deutschland und in der Schweiz. Einer größeren Zuschauerschaft wurde Cathrin Störmer durch Auftritte in Theaterstücken der Freien Zürcher Szene bekannt. Allen voran war sie die heimliche Protagonistin der Theatersoap Absolut Züri, die in acht Inszenierungen an verschiedenen Theatern Zürichs die Schicksale ehemaliger Techno-Jünger der Stadt begleitete. 2009 hatte der Spielfilm „Zwerge sprengen“ von Christoph Schertenleib Premiere, in dem Cathrin Störmer eine der Hauptrollen spielt.
Von 2012 bis 2019 war Cathrin Störmer am Theater Basel engagiert, wo sie u. a. mit Thom Luz, Robert Borgmann, Nora Schlocker, Mateja Koležnik und Simon Stone arbeitete. Seit der Spielzeit 2019/2020 ist Störmer festes Ensemblemitglied am Residenztheater München (Bayerisches Staatsschauspiel).

## Theater (Auswahl)

### Theater Basel
- 2015: Schlafgänger (Ensemble). Nach dem Roman von Dorothee Elmiger. Inszenierung: Julia Hölscher
- 2016: Nirgends in Friede. Antigone (als Antigone 3). Von Darja Stocker nach Sophokles. Inszenierung: Felicitas Brucker[4][5][6][7]
- 2016: Die Bacchen (als Chor der Mänaden). Von Euripides in einer Bearbeitung von Roland Schimmelpfennig. Inszenierung: Robert Borgmann[8]
- 2016: Drei Schwestern (als Natascha). Nach Anton Pawlowitsch Tschechow. Inszenierung; Simon Stone
- 2017: Die Dreigroschenoper (als Frau Peachum). Von Bertolt Brecht. Musik von Kurt Weill. Inszenierung: Dani Levy
- 2017: Klub Roter Oktober - Revolution in St. Tropez. Stück für die linke Hand (als Peggy Guggenheim / Kollontai Alexandra). Von Kevin Rittberger. Inszenierung: Kevin Rittberger
- 2017: Klub Roter Oktober - Teffi und Zwetajewa. Lesung nach Nadeschda Alexandrowna Lochwizkaja (alias Nadeschda Alexandrowna Teffi) und Marina Iwanowna Zwetajewa
- 2017: Idomeneus (Ensemble). Von Roland Schimmelpfennig. Inszenierung: Miloš Lolić
- 2017: Vor Sonnenaufgang (als Annemarie Krause, Egon Krauses zweite Frau). Von Ewald Palmetshofer nach Gerhart Hauptmann. Inszenierung: Nora Schlocker
- 2018: Die schwarze Spinne (als Gotte/Frau). Nach der Novelle von Jeremias Gotthelf. Inszenierung: Tilmann Köhler
- 2019: Yerma (als Dolores). Von Federico García Lorca. Inszenierung: Mateja Koležnik
- 2019: Hexenjagd (als Ann Putnam). Von Arthur Miller. Inszenierung: Robert Icke[9]
- 2019: Radio Requiem (als Radiosprecherin). Eine begehbare Rauminszenierung von Thom Luz (Uraufführung). Inszenierung: Thom Luz

### Residenztheater München
- 2019: Drei Schwestern (als Natascha). Nach Anton Pawlowitsch Tschechow. Inszenierung; Simon Stone (Übernahme der Uraufführungsinszenierung vom Theater Basel)[10][11][12][13]
- 2019: Vor Sonnenaufgang (als Annemarie Krause, Egon Krauses zweite Frau). Von Ewald Palmetshofer nach Gerhart Hauptmann. Inszenierung: Nora Schlocker (Übernahme der Uraufführung vom Theater Basel)
- 2019: Der Riss durch die Welt (als Maria). Von Roland Schimmelpfennig (Uraufführung/Auftragswerk). Inszenierung: Tilmann Köhler
- 2020: Der starke Stamm (als Balbina Puhlheller). Nach Marieluise Fleißer. Inszenierung: Julia Hölscher[14][15][16]
- 2020: Dantons Tod (als Philippeau/Laflotte). Nach Georg Büchner. Inszenierung: Sebastian Baumgarten[17][18][19]
- 2021: Gott (als Keller, Mitglied des Ethikrates). Von Ferdinand von Schirach. Inszenierung: Max Färberböck[20][21]
- 2021: Die Wolken, die Vögel, der Reichtum (Ensemble). Von Thom Luz nach Motiven von Aristophanes. Inszenierung: Thom Luz[22][23][24][25]
- 2022: Warten auf Platonow (als Rechter Mittelfinger). Nach Anton Pawlowitsch Tschechow. Inszenierung: Thom Luz[26]
- 2023: Antigone (als Parlamentspräsidentin). Nach Sophokles und  Slavoj Žižek. Inszenierung: Mateja Koležnik[27]
- 2023: Andersens Erzählungen (als Christine Collin / Großmutter). Nach Hans Christian Andersen. Inszenierung: Jherek Bischoff, Jan Dvořák und  Philipp Stölzl[28]
- 2024: Die Kopenhagen-Trilogie (als Tove III / Meine Mutter / Meine Arbeitgeberin Frau Suhr). Nach Tove Ditlevsen, für die Bühne bearbeitet von Tom Silkeberg. Inszenierung: Elsa-Sophie Jach[29][30][31]
- 2024: Die Ärztin (als Michael Copley). Von Robert Icke sehr frei nach «Professor Bernhardi» von Arthur Schnitzler. Inszenierung: Miloš Lolić[32][33][34][35][36]
- 2025: Kurz & Gut. Musikalischer Literatursalon von und mit Cathrin Störmer[37]

### Bayerische Staatsoper München
- 2022: Bluthaus (als Frau Hallosch / Frau Stachl). Von Georg Friedrich Haas und Claudio Monteverdi (Komponisten) und ,Händl Klaus (Text). Libretti von Ottavio Rinuccini. Musikalische Leitung:Titus Engel. Inszenierung / Choreografie: Claus Guth (Eine Produktion der Bayerischen Staatsoper und des Residenztheaters München in Koproduktion mit der Opéra National de Lyon)

## Filmographie (Auswahl)
- 2017: Drei Schwestern (als Natascha). Nach Anton Pawlowitsch Tschechow. Inszenierung: Simon Stone (3sat-Fernsehaufzeichnung der Uraufführungsinszenierung vom Theater Basel)[38]

## Auszeichnungen
- 2002: Kunstpreis der Stadt Zürich für die Produktion „A. ist eine andere“
- 2008: Stipendium der Stadt Zürich für dreimonatigen Auslandsaufenthalt. Sie benutzt dies für ein Arbeitstreffen mit der Theatergruppe Campo aus Ghent.
- 2017: Einladung zum Berliner Theatertreffen mit Ensemble für Drei Schwestern (Theater Basel)
- 2017: Einladung zum Schweizer Theatertreffen mit Ensemble für Drei Schwestern (Theater Basel)
- 2017: Stück des Jahres (Theater heute) mit Ensemble für Drei Schwestern (Theater Basel)
- 2017: Nominierung für Nestroy-Theaterpreis für Drei Schwestern (Theater Basel) als beste Aufführung im deutschsprachigen Raum